# Pterothrissus gissu
Pterothrissus gissu е вид лъчеперка от семейство Albulidae.

## Разпространение и местообитание
Видът е разпространен в Китай, Провинции в КНР, Русия, Северна Корея, Тайван, Южна Корея и Япония.
Среща се на дълбочина от 147 до 1000 m.

## Описание
На дължина достигат до 50 cm.